# Teorema de F. Riesz
El teorema de F. Riesz (llamado así por el matemático húngaro Frigyes Riesz (1880-1956)) es una proposición importante en análisis funcional, que establece que un espacio vectorial topológico (EVT) de Hausdorff es de dimensión finita si y solo si es localmente compacto.
El teorema y sus consecuencias se utilizan de forma ubicua en el análisis funcional, a menudo sin mencionarlo explícitamente.

## Enunciado
En primer lugar, debe recordarse que un espacio vectorial topológico (EVT) {\displaystyle X} es de Hausdorff si y solo si el conjunto unitario {\displaystyle \{0\}} que consta exclusivamente del origen es un subconjunto cerrado de {\displaystyle X}.
Una aplicación entre dos EVT se denomina isomorfismo EVT o isomorfismo en la categoría de EVT si es un homeomorfismo lineal.
| Teorema de F. Riesz Un EVT de Hausdorff {\displaystyle X} sobre el cuerpo {\displaystyle \mathbb {F} } ({\displaystyle \mathbb {F} } es el conjunto de los números reales o complejos) es de dimensión finita si y sólo si es localmente compacto (o equivalentemente, si y sólo si incluye un entorno compacto del origen). En este caso, {\displaystyle X} es un EVT isomorfo sobre {\displaystyle \mathbb {F} ^{{\text{dim}}X}}. |

## Consecuencias
En todo momento, {\displaystyle F,X,Y} son EVTs (no necesariamente de Hausdorff), siendo {\displaystyle F} un espacio vectorial de dimensión finita.
- Cada subespacio vectorial de dimensión finita de un EVT de Hausdorff es un subespacio cerrado.[1]
- Todos los EVTs de Hausdorff de dimensión finita son espacios de Banach y todas las normas en dicho espacio son equivalentes.[1]
- Cerrado + de dimensión finita está cerrado: Si {\displaystyle M} es un subespacio vectorial cerrado de un EVT {\displaystyle Y} y si {\displaystyle F} es un subespacio vectorial de dimensión finita de {\displaystyle Y} ({\displaystyle Y,M}, y {\displaystyle F} no son necesariamente de Hausdorff), entonces {\displaystyle M+F} es un subespacio vectorial cerrado de {\displaystyle Y}.[1]
- Cada isomorfismo del espacio vectorial (es decir, una función biyectiva lineal) entre dos EVTs de Hausdorff de dimensión finita es un isomorfismo entre EVTs.[1]
- Singularidad de la topología: Si {\displaystyle X} es un espacio vectorial de dimensión finita y si {\displaystyle \tau _{1}} y {\displaystyle \tau _{2}} son dos topologías sobre EVT de Hausdorff en {\displaystyle X}, entonces {\displaystyle \tau _{1}=\tau _{2}}.[1]
- Dominio de dimensión finita: Una aplicación lineal {\displaystyle L:F\to Y} entre EVT de Hausdorff es necesariamente continua.[1]
  - En particular, cada funcional lineal de un EVT de Hausdorff de dimensión finita es continuo.
- Rango de dimensión finita: Cualquier aplicación lineal sobreyectiva {\displaystyle L:X\to Y} continuo con un rango de dimensión finita de Hausdorff es una aplicación abierta[1] y, por lo tanto, un homomorfismo topológico.

En particular, el rango de {\displaystyle L} es EVT-isomorfo a {\displaystyle X/L^{-1}(0).}
- Un EVT {\displaystyle X} (no necesariamente de Hausdorff) es localmente compacto si y solo si {\displaystyle X/{\overline {\{0\}}}} es de dimensión finita.
- La envolvente convexa de un espacio compacto de un EVT de Hausdorff de dimensión finita es compacta.[1]
  - Esto implica, en particular, que el recubrimiento convexo de un conjunto compacto es igual al recubrimiento convexo cerrado de ese conjunto.
- Un EVT de Hausdorff localmente acotado con la propiedad de Heine-Borel es necesariamente de dimensión finita.[2]